# Matías Moreno González
Matías Moreno, né à Fuente el Saz de Jarama, près de Madrid, en 1840 et mort à Tolède en 1906, est un peintre, sculpteur et copiste espagnol.

## Biographie

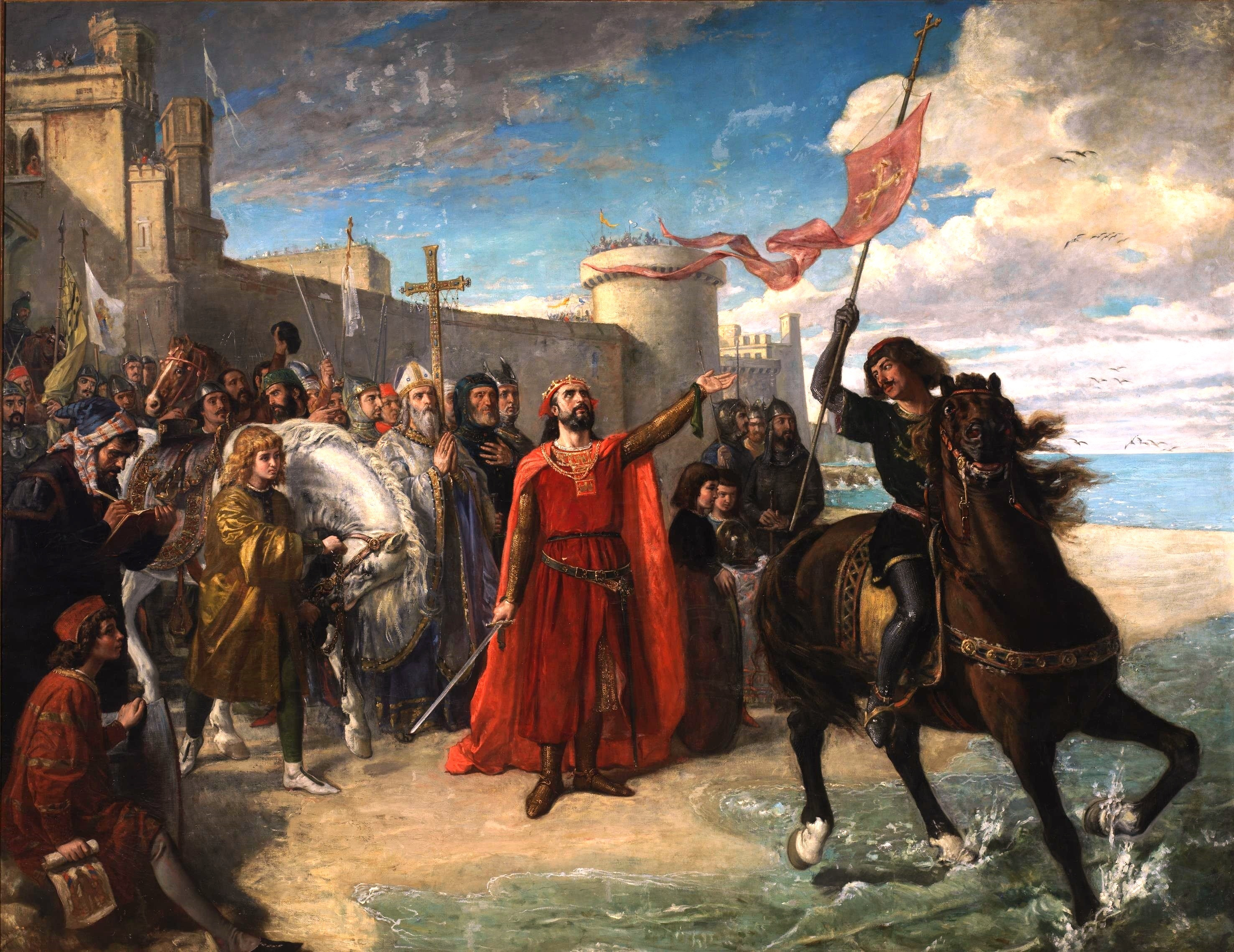
Alfonso X el Sabio tomando posesión del mar después de la conquista de Cádiz (1866), tableau pour lequel Moreno a obtenu une considération de troisième médaille à l'Exposition nationale des beaux-arts de la même année

Il étudie à l'école des beaux-arts de San Jorge de Barcelona de 1854 à 1856 puis à l'Académie royale des beaux-arts de San Fernando. Il termine sa formation en faisant des copies au musée du Prado des artistes Pierre-Paul Rubens, Antoine van Dyck, Le Titien, Paul Véronèse et surtout Diego Vélasquez.
Il concourt à l'Exposition nationale des beaux-arts de 1864 et obtient une médaille de troisième classe pour Retrato de la señorita J. M.,.
En 1866, il obtient une place de professeur à l'Institut de Tolède et une considération de troisième médaille à l'Exposition nationale pour son tableau Alfonso el Sabio en la conquista de Cádiz.
Lié à la ville de Tolède, il la parcourt en étant parfois accompagné de ses amis Gustavo Adolfo Bécquer puis Ricardo de Madrazo. Il y a un atelier, où est notamment venu Ricardo Arredondo Calmache (es).
En 1870, il est nommé correspondant de l'Académie des beaux-arts de San Fernando et fait partie de la Commission provinciale des monuments. Il présente cette même année des tableaux au Salon de Paris.
Vers 1873, il procède à la restauration d’El entierro del conde de Orgaz d'El Greco ainsi que quelques copies du même artiste et d'autres que le Prado conservait.
En 1881, il obtient une médaille de deuxième classe à l'Exposition nationale pour Ensayo al órgano.
En 1902, il dirige l'École supérieure des Arts industriels et commence à se consacrer à la sculpture ; il obtient d'ailleurs une médaille de troisième classe lors de l'Exposition nationale de 1904 pour des bustes.

## Œuvre
Son œuvre a évolué d'un éclectisme plein d'anecdotes vers un naturalisme nuancé, comme avec Los dos sueños ou Ensayo al órgano.

## Conservation

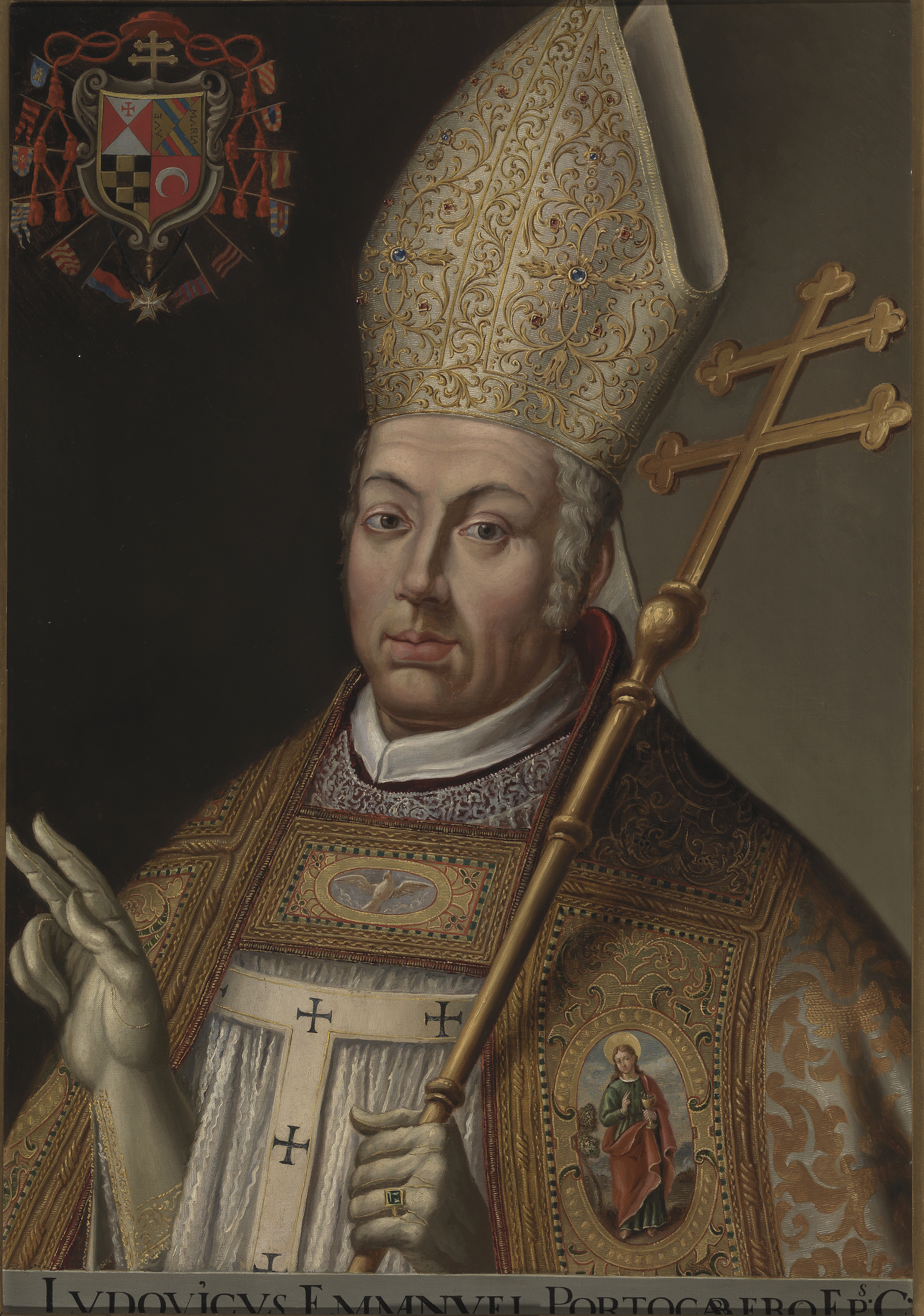
El arzobispo don Luis Manuel Portocarrero, 1866, musée du Prado

Les œuvres ici citées sont conservées au musée du Prado, sauf mention contraire :
- El cardenal Tavera, huile sur toile, 104 × 86 cm (prêté à l'Académie royale d'histoire, Madrid) — copie d'El Greco
- Don Diego Covarrubias y Leiva, huile sur toile0,68 × 56 cm (prêté à l'Académie royale d'histoire) — copie d'El Greco
- El cardenal Lorenzana, huile sur toile0,92 × 71 cm (prêté à l'Académie royale d'histoire) — copie
- El cardenal Gil de Albornoz, huile sur toile0,74 × 60 cm (prêté à l'Académie royale d'histoire) — copie
- El cardenal don Pedro González de Mendoza, huile sur toile0,119 × 78 cm, (prêté à l'Académie royale d'histoire) — copie
- El cardenal Cisneros, huile sur table0,120 × 73 cm (prêté à l'Académie royale d'histoire) — copie
- El padre Juan de Mariana, huile sur toile, 63 × 48 cm (prêté à l'Institut d'Espagne, Madrid) — copie
- El arzobispo Pedro Tenorio, huile sur toile, 75 × 61 cm (prêté à l'Institut d'Espagne, Madrid) — copie
- Juan Guas, huile sur toile, 67 × 54 cm (prêté à l'Institut d'Espagne, Madrid) — copie de l'original de la paroisse de San Justo de Toledo
- Retrato del cardenal Pedro Ynguanzo Rivero, huile sur toile, 93 × 66 cm (prêté à l'Institut d'Espagne, Madrid) — copie de Vicente López.
- El arzobispo don Luis Manuel Portocarrero, huile sur toile, 85 × 60 cm (prêté à l'Institut d'Espagne, Madrid) — copie
- Alfonso el Sabio en la conquista de Cádiz, huile sur toile, 250 × 317 cm, 1866 (prêté au Sénat, Madrid)
- Los dos sueños, huile sur toile, 120 × 173 cm, 1882 (prêté à l'Académie des beaux-arts de Tolède)
- Ensayo al órgano, huile sur toile, 105 × 210 cm, 1880 (prêté à l'Audiencia Territorial de Albacete)
- El marqués de la Ensenada, huile sur toile, 125 × 104 cm (prêté au palais de La Moncloa à Madrid) — copie de Jacopo Amigoni